# 야모토정
야모토정(矢本町)은 미야기현 동부에 위치했던 정이다. 
태평양에 면하고 항공 자위대 마쓰시마 기지가 있는 마을로서 알려지면서 매년 7월(최종 토, 일요일)에는 마쓰시마 기지 항공 축제가 열린다. 마쓰시마 기지는 블루 임펄스의 홈 베이스에서 일본 각지에서 찾는 팬도 많다.
2005년 4월 1일에 인접한 나루세정과 합병하고 히가시마쓰시마시가 되었다.

## 역사
- 1889년 4월 1일 - 정촌제 시행과 함께 모노군 다카기촌이 성립하였다.
- 1940년 4월 1일 - 정으로 승격하였다.
- 1955년 5월 3일 - 아카이촌, 오시오촌과 합병해 새로운 야모토정이 성립하였다.
- 2005년 4월 1일 - 나루세정과 합병해 히가시마쓰시마시가 되었다.

## 교통

### 철도
- 동일본 여객철도
  - 센세키 선

### 도로
- 국도 45호선